# ماورو برناردي
ماورو برناردي (بالإيطالية: Mauro Bernardi)‏ هو متزحلق جبال الألب إيطالي، ولد في 11 أغسطس 1957 في سلفا في إيطاليا.

## وصلات خارجية
- ماورو برناردي على موقع الاتحاد الدولي للتزلج (التزلج على المنحدرات الثلجية) (الإنجليزية)
- ماورو برناردي على موقع اللجنة الأولمبية الدولية (الإنجليزية)
- ماورو برناردي على موقع أوليمبيديا (الإنجليزية)